# Kathleen Pisman
Kathleen Pisman, née le 15 septembre 1962 à Gand, est une femme politique belge, membre de Groen.

## Biographie
Kathleen Pisman nait le 15 septembre 1962 à Gand.
Le 25 mai 2022, elle devient députée fédérale à la Chambre des représentants en remplaçant Evita Willaert qui devient échevine de l'Enseignement à Gand,.